# دن چاون
دن شان (به انگلیسی: Dan Chaon) نویسنده آمریکایی است.
او در سال ۱۹۶۴ در آمریکا به دنیا آمد. از او دو مجموعه داستان به نام‌های پایان جفت و جور و در میان گمشدگان چاپ شده که کتابی به فارسی ترجمه شده از او گزیده‌ای از داستان‌های همین دو مجموعه است. پایان جفت و جور اول بار در سال ۱۹۹۶ به همت انتشارات نورث وسترن و سپس همراه با در میان گمشدگان توسط انتشارات بلنتاین به چاپ رسید. داستان‌های چاون در مجلات و مجموعه‌های مختلف ادبی چاپ شده، از جمله در بهترین داستان‌های کوتاه آمریکایی سال ۱۹۹۶، مجموعه داستان‌های جایزه پوشکارت ۲۰۰۰، ۲۰۰۲ و ۲۰۰۳ و مجموعه داستان‌های برنده جایزه ا. هنری ۲۰۰۱.
چاون در حال حاضر استادیار دانشکده اوبرلین در رشته ادبیات خلاق است و با همسرش شیلا شوارتز (برنده جایزه ا. هنری سال ۱۹۹۹) و دو پسرش در کلیولند، اوهایو زندگی می‌کند.